# Kamienne tablice
Kamienne tablice – powieść Wojciecha Żukrowskiego, wydana w 1966. Pisarz skończył jej pisanie w 1965. Miała dotychczas 14 wznowień. Trzynaste wydanie ukazało się w 1994 r. nakładem wydawnictwa Muza SA. Była to pierwsza pełna wersja książki bez ingerencji cenzury. Kolejne czternaste wydanie ukazało się w 2015 r. nakładem Wydawnictwa Bellona - Albatros Records. Książka została wydana w serii Perły literatury. W 2012 r. Agencja MTJ przygotowała audiobook Kamienne tablice. Książkę czyta Roman Felczyński. Czas trwania 31 godzin i 20 minut.   
Była najpoczytniejszą książką polskiego autora w latach powojennych, o czym świadczyła liczba wznowień, wielkość nakładów i wyniki plebiscytów księgarskich organizowanych w PRL. Autor został laureatem plebiscytu czytelniczego "Moje książki 30-lecia", otrzymując za tę powieść Czerwoną Różę w Gdańsku w 1974 roku. Tłumaczenie Kamiennych tablic na język czeski zostało przygotowane w 1970 przez Helenę Teigovą, ale nakład zatrzymała cenzura. W 1997 powieść wydano po rosyjsku, w odcinkach w periodyku literackim NEWA. W maju 2016 r. Kamienne tablice zostały wydane w USA, wydawcą jest Paul Dry Books, Philadelphia. Książkę tłumaczyła Stephanie Kraft.  
Powieść łączy w sobie elementy powieści politycznej i romansu. Jej tytuł nawiązuje do tablic mojżeszowych z dziesięcioma przykazaniami. Odnosi się to przede wszystkim do dylematów moralnych, ale również  wyborów życiowych i politycznych, które towarzyszą bohaterom powieści.

## Fabuła
Akcja rozgrywa się w Nowym Delhi w Indiach, w ambasadzie węgierskiej, w której na stanowisku radcy kultury pracuje bohater powieści Istvan Terey. Przeżywa on w Indiach swą wielką miłość do australijskiej lekarki Margit, która w tym kraju znalazła się z misją WHO. Wątek polityczny stanowi tło wydarzeń dziejących się w rodzimym mieście Tereya, Budapeszcie. Jest rok 1956, w którym antykomunistyczny zryw Węgrów został krwawo stłumiony przez wojska radzieckie.

## Recepcja
Stefan Melkowski pisze o powieści Żukrowskiego w ten sposób:

Powieść pod tytułem Kamienne tablice... jest uznawana przez czytelników za coś w rodzaju "okrętu flagowego" licznej "eskadry" dzieł Wojciecha Żukrowskiego, przez część krytyki jest przedstawiana jako synteza twórczości pisarza, a przez samego autora uznawana za dzieło życia... Odrzucenie europejskiego spojrzenia na świat, ukazanie, że europocentryzm, tak dla nas oczywisty, jest w Indiach nieprzydatnym śmieciem, ma w tej książce jakby podwójną wymowę. Stanowi – po pierwsze – sposób na opisanie świata egzotycznego, świata jako rzeczywistości całkowicie odmiennej od tego wszystkiego, co w Europie uważa się za istotę człowieczeństwa i kultury, a jednocześnie – jako rzeczywistości całkowicie z naszym światem równoprawnej, chociaż tak odmiennej. To się udało w tej powieści i stanowi jej wielkie osiągnięcie, tak myślowe, jak i artystyczne. Z drugiej strony Indie umożliwiają pisarzowi spojrzenie z ogromnego dystansu na kulturę europejską, pozwalają obejrzeć różne nasze sprawy z takiego punktu widzenia, który z bliskiej, europejskiej perspektywy byłby niemożliwy. Bowiem "Kamienne tablice" to nie powieść o Indiach, ale także o Europie, przede wszystkim o społecznościach żyjących w obozach socjalistycznych połowy lat pięćdziesiątych. Motywy indyjskie stanowią więc tylko jedną – nie najbardziej ważną – warstwę tej niezwykle złożonej powieści.

Lesław Bartelski tak pisze o Kamiennych tablicach:

Konflikt, jaki ukazał Żukrowski w powieści, jest na wskroś współczesny. To problem wyboru swojego miejsca na ziemi i problem zaangażowania w rzeczywistość. Podział świata na dwa obozy, kapitalistyczny i socjalistyczny – żeby użyć pojęć politycznych – tym bardziej wyostrzył problem tego wyboru. Nikt nie może się od niego uchylić, chociaż zdarza się, że dokonują go za niektórych inni. Na to Istvan Terey nie chciał pozwolić, wybrał swój los jak większość z nas. Dlatego tę powieść mimo egzotycznej scenerii i niezwykłej fabuły czytelnik odbierze jako swoją. Bo to jest powieść o nas samych, o naszym stosunku do życia i współczesności, do otoczenia, w którym żyjemy, i kraju, którego jesteśmy synami oraz obywatelami, powieść o stosunku do tych wszystkich spraw wielkich i drobnych, z którymi borykamy się na co dzień. Żukrowski ukazał swego bohatera we wzlotach i upadkach, kazał mu wybierać, postawił go przed rozstrzygnięciem konfliktu wewnętrznego.[...] "Kamienne tablice" wkroczyły w problematykę współczesną z niesłychaną siłą, a także z jak najpełniejszym zaangażowaniem się autora powieści. Żukrowski stara się pokazać wszelkie powikłania, łącznie z przeszłością polityczną Tereya, katolika i w drugiej wojnie światowej żołnierza węgierskiego, walczącego przeciwko Armii Czerwonej. [...] Jest to powieść o wartkiej i pasjonującej zarazem narracji, w której ważny staje się każdy szczegół, czy to będzie wielka miłość podobna do baśni i jej sprawy, czy też "święte krowy" na drogach Indii, kupowanie sandałów lub nawet obiad z kurą w ryżu i z rodzynkami, przygotowywany z namaszczeniem przez hinduskiego kucharza.

O wątku hinduskim u Żukrowskiego pisał T. Drewnowski, J. Surdykowski czy M. Kurzyna. Pisał też A. Przypkowski, zwracając uwagę na to, jak Żukrowski operuje obrazem i jego barwami. Sprawę wątku miłosnego Kamiennych tablic podnosił Z. Dąbrowski i W. Kobusińska, pisali też o nim M. Wrzeszcz, J. Pieszczachowicz. Każdy z wymienionych krytyków czy publicystów wynosił z Kamiennych tablic coś innego, zwracał uwagę na inne szczegóły i problemy.

## Ekranizacja
Powieść została zekranizowana pod tym samym tytułem. Zarówno scenariusz, jak i reżyseria, zostały powierzone Ewie i Czesławowi Petelskim. Film wyprodukowano w 1983 roku. W stosunku do książki w filmie wprowadzono wiele zmian. Ambasada węgierska w Nowym Delhi zastąpiona jest przez ambasadę polską. Wydarzenia 1956 w Budapeszcie zastępują wydarzenia w Poznaniu. W obsadzie znaleźli się Krzysztof Chamiec, Laura Łącz, Ewa Szykulska, Gustaw Lutkiewicz, Witold Pyrkosz, Janusz Kłosiński i Leon Niemczyk. Muzykę do filmu napisał Jerzy Maksymiuk.